# Kanonerovit
Das Mineral Kanonerovit ist ein sehr seltenes, wasserhaltiges Triphosphat mit der chemischen Zusammensetzung Mn2+Na3(P3O10)·12H2O. Es kristallisiert mit monokliner Symmetrie und bildet weiße, radialstrahlige Aggregate farbloser, plattiger Kristalle, die selten größer als 0,1 mm werden.
Kanonerovit bildet sich hydrothermal und ist bislang (2020) nur von seiner Typlokalität bekannt, dem Kazennitsa-Gang des Alabaschka-Pegmatitfeldes bei Juschakowo in der Oblast Swerdlowsk, Russland.

## Etymologie und Geschichte
Verbindungen des Typs M2+Na3(P3O10)·12H2O, worin M2+ für zweiwertige Kationen steht, sind spätestens seit 1899 bekannt, als Paul Glühmann in seiner Dissertation an der Friedrich-Wilhelms-Universität zu Berlin das Cadmiumsalz dieses Typs beschrieb. Die ersten Strukturbestimmungen der Ni, Mg, Zn, Co, Mn und Cd-Vertreter dieser Gruppe erfolgten 1972 durch Emile Rakotomahanina-Rolaisoa und Mitarbeiter. Vollständige Beschreibungen der Struktur wurden 1984 in Frankreich für Cu2+Na3(P3O10)·12H2O und Schweden für Cd2+Na3(P3O10)·12H2O publiziert. Die Struktur des Mangan(II)-Tri-Natrium-Triphosphat-Dodecahydrat wurde 1987 von P. Lightfoot und A. K. Cheetham an der University of Oxford aufgeklärt und die Struktur der Kobalt- und Nickel-Endglieder untersuchten Khalil Azzaoui und Mitarbeiter 2012 an der Mohamed 1st Universität in Oujda, Marokko.
Natürliche Polyphosphate waren lange Zeit unbekannt und man ging davon aus, dass sie sich unter geologisch relevanten Bedingungen nicht bilden können, bis 1983 mit Canaphit das erste natürliche Diphosphat beschrieben wurde.
Der Bergbauhistoriker  Alexander Anatoljewitsch Kanonerow vom Bergbaumuseum in Nischni Tagil der Oblast Swerdlowsk, Russland sammelte 1995 die ersten Proben, die Kanonerovit enthalten. Als neues Mineral erkannt wurde es im Jahr darauf bei einer Untersuchung von Kanonerovs privater Sammlung. Benannt wurde es nach seinem Entdecker Kanonerov Aleksandr Anatol’evich und 1997 mit der Nummer IMA 1997-016 von der International Mineralogical Association (IMA) als neues Mineral anerkannt.
Kanonerovit ist das erste Mineral mit einem Triphosphat-Anion. Seither (2020) wurde nur ein weiteres Triphosphat-Mineral, Hylbrownit, beschrieben.

## Klassifikation
Da Kanonerovit erst 1997 als eigenständiges Mineral anerkannt wurde, ist es in der seit 1977 veralteten 8. Auflage der Mineralsystematik nach Strunz noch nicht verzeichnet. Einzig im Lapis-Mineralienverzeichnis nach Stefan Weiß, das sich aus Rücksicht auf private Sammler und institutionelle Sammlungen noch nach dieser alten Form der Systematik von Karl Hugo Strunz richtet, erhielt das Mineral die System- und Mineral-Nr. VII/C.37-010. In der „Lapis-Systematik“ entspricht dies der Klasse der „Phosphate, Arsenate und Vanadate“ und dort der Abteilung „Wasserhaltige Phosphate, ohne fremde Anionen“, wo Kanonerovit zusammen mit Hylbrownit die Gruppe „Wasserfreie Triphosphate [P3O10]5−“ bildet (Stand 2018).
Die seit 2001 gültige und von der International Mineralogical Association (IMA) bis 2009 aktualisierte 9. Auflage der Strunz’schen Mineralsystematik ordnet den Kanonerovit dagegen in die Abteilung „Polyphosphate, Polyarsenate, [4]-Polyvanadate“, ein. Diese ist weiter unterteilt nach OH- und H2O-Gehalten, so dass das Mineral entsprechend seiner Zusammensetzung in der Unterabteilung „Diphosphate usw. mit ausschließlich H2O“ zu finden ist, wo es als einziges Mitglied die unbenannte Gruppe 8.FC.30 bildet.
Auch die vorwiegend im englischen Sprachraum gebräuchliche Systematik der Minerale nach Dana ordnet den Kanonerovit in die Klasse der „Phosphate, Arsenate und Vanadate“ und dort in die Abteilung der „Basische oder Halogen-haltige Antimonite, Arsenite und Phosphite“ ein. Hier ist er als einziges Mitglied in der unbenannten Gruppe 46.04.01 innerhalb der Unterabteilung „Basische oder halogenhaltige Antimonite, Arsenite und Phosphite mit (A B)m (XO3)p Zq × x(H2O)“ zu finden.

## Chemismus
Kanonerovit ist ein wasserhaltiges Natrium-Mangan-Triphosphat mit der idealisierten Zusammensetzung Mn2+Na3(P3O10)·12H2O. Über mögliche Substitutionen ist wegen der Seltenheit von Kanonerovit wenig bekannt. Die gemessene Zusammensetzung von Kanonerovit aus der Typlokalität weist nur geringe Gehalte an Kalium, Magnesium, Eisen und Calcium auf:
- (Mn2+0,95Mg2+0,02Fe2+0,01)(Na2,86Ca2+0,02K0,01)(P2,98O9,87)·12,13H2O.[5]

Synthetisch sind noch einige weitere Verbindungen dieses Typs bekannt:
- Cd2+Na3(P3O10)·12H2O[7][6]
- Ni2+Na3(P3O10)·12H2O[7][10]
- Co2+Na3(P3O10)·12H2O[7][10]
- Zn2+Na3(P3O10)·12H2O[7]
- Mn2+Na3(P3O10)·12H2O[7][9]
- Cu2+Na3(P3O10)·12H2O[8]
- Mg2+Na3(P3O10)·12H2O[7]

## Kristallstruktur
Kanonerovit kristallisiert mit monokliner Symmetrie der Raumgruppe P21/n (Raumgruppen-Nr. 14, Stellung 2) und 4 Formeleinheiten pro Elementarzelle. Der natürliche Kanonerovit aus der Typlokalität hat die Gitterparameter a = 14,71(1) Å, b = 9,33(2) Å, c = 15,13(1) Å und ß=89,8(1). Für das reine synthetische Äquivalent von Kanonerovit wurden die Gitterparameter a = 14,763(2) Å, b = 9,325(4) Å, c = 15,140(4) Å und ß=89,87(2) bestimmt.
Phosphor (P5+) besetzt drei tetraedrisch von 4 Sauerstoffionen umgebene Positionen. Die drei Tetraeder sind über gemeinsame Sauerstoffionen der PO4-Tetraederecken zu einer P3O10-Gruppe verbunden.
Mangan (Mn2+) ist von drei Sauerstoffen und drei Wassermolekülen in Form eines verzerrten Oktaeders umgeben, wobei die drei Sauerstoffe zu je einer Ecke eines PO4-Tetraeders einer P3O10-Gruppe gehören.
Diese [MnP3O10 (H2O)3]3−-Komplexe werden durch Na+-Ionen und Wasserstoffbrückenbindungen zusammengehalten.
Natrium (Na+) sitzt auf drei verschiedenen Positionen, wo es entweder oktaedrisch von einem Sauerstoff und 5 Wassermolekülen (Na1, Na2) oder einem Sauerstoff und 4 Wassermolekülen in Form einer stark verzerrten quadratischen Pyramide (Na3) umgeben ist.

## Bildung und Fundorte
Kanonerovit ist bislang (2020) nur von seiner Typlokalität bekannt, dem Kazennitsa-Gang des Alabashka Pegmatitfeldes bei Yuzhakovo in der Oblast Swerdlowsk, Russland. Hier ist er das einzige Phosphat und wurde in Hohlräumen des zentralen Teils des Pegmatitgangs gefunden, wo er als weiße Kruste auf Quarz, Topaz und Cassiterit auftritt. Selten ist er von sekundärem Muskovit und Stellerit überwachsen.